# 알리두 세이두
알리두 세이두(영어: Alidu Seidu, 2000년 6월 4일 ~ )는 가나의 축구 선수로, 현재 프랑스 리그 1의 클럽 렌에서 뛰고 있다. 포지션은 수비수이다.